# Matthias Wemhoff
Matthias Wemhoff, né le 9 mai 1964 à Münster, est un archéologue médiéviste allemand, directeur du Musée de l'histoire et de l'histoire contemporaine des musées nationaux de Berlin et de la région de Preußischer Kulturbesitz, et Landesarchäologe de Berlin.

## Travail
Wemhoff est connu dans tout le pays pour ses expositions. En 1999, avec Christoph Stiegemann du Musée diocésain de Paderborn, il organise les expositions 799 - Art et culture de l'époque carolingienne et, en 2006, Canossa - Bouleverser le monde. Ces expositions ont été suivies à Berlin par les expositions Allemands et Russes - 1 000 ans d'art, d'histoire et de culture en 2012 et Les Vikings en 2014. Cette dernière exposition est créée en collaboration avec le Musée national du Danemark et le British Museum. En 2020, Wemhoff présente la grande exposition « Germanen. Un inventaire archéologique, élaborée en coopération avec le LVR-Landesmuseum Bonn, à la James-Simon-Galerie et au Neues Museum à Berlin.
En 2012, Wemhoff présente une série en deux parties sur les sites archéologiques célèbres en Allemagne dans le programme ZDF Terra X. Les deux épisodes ont été diffusés sous le titre « Deutschlands Supergrabungen “. En août 2014, Wemhoff documente le développement de l'humanité dans différentes parties du monde au même moment en année zéro et en année 1000 dans la série 'Time Travel'. En 2016, d'autres épisodes (sur les années 500 et 1500) sont diffusés dans la continuité de la série. Cela est suivi en 2017 par d'autres épisodes sur les années 1000 avant JC et 1800.

## Controverses
L'acquisition par le musée de Wemhoff de crânes humains datant de l'époque coloniale en Afrique et les recherches qu'il a commandées sur leurs origines ont suscité une attention particulière de la part du public.
L'emploi par Wemhoff de l'anthropologue Barbara Teßmann, qui a attiré à plusieurs reprises l'attention de la presse internationale pour ses théories racistes, a suscité de vives critiques de la part d'une partie du public. Les typologies « raciales » de Teßmann, en particulier, ont suscité la répulsion générale : « Si vous regardez les gens de la mer du Nord, par exemple, ils ont des crânes longs et étroits et des visages longs et étroits. Les habitants des régions alpines ont des têtes plutôt rondes. Les Africains noirs ont des crânes longs et étroits, alors que les Chinois, par exemple, ont des visages larges et courts".

## Écrits (sélection)
Monographies
- Das Damenstift Herford. Die archäologischen Ergebnisse zur Geschichte der Profan- und Sakralbauten seit dem späten 8. Jahrhundert (= Denkmalpflege und Forschung in Westfalen. Vol. 24). 3 volumes. Habelt, Bonn 1993,  (ISBN 3-7749-2611-5).
- avec Claudia Melisch : Archäologie Berlins. 50 Objekte erzählen 10000 Jahre Geschichte. Elsengold Verlag, Berlin 2015,  (ISBN 978-3-944594-37-8).
- Archaeology and a complex historical event of the Nazi period - the Berlin sculpture find. (L'archéologie et un événement historique complexe de la période nazie - la découverte d'une sculpture à Berlin). In : Medieval Archaeology in Scandinavia and Beyond. History, trends and tomorrow, ed. Mette Svart Kristiansen, Else Roesdahl et James Graham-Campell, Aarhus 2015,  (ISBN 978-87-7124-378-9).
- avec Michael Malliaris : Le palais de Berlin. Histoire et archéologie ». Elsengold Verlag, Berlin 2016,  (ISBN 978-3-944594-58-3).